# Waiting for Tonight
A Waiting for Tonight, Jennifer Lopez harmadik kislemeze bemutatkozó albumáról az On the 6ről melynek spanyol nyelvű változata is készült az Una Noche Más néven.

## Változatok

### CD kislemez
1. Waiting for Tonight (Metro Mix) – 5:52
2. Waiting for Tonight (Pablo's Miami Mix Radio Edit)
3. Waiting for Tonight (Hex's Momentous Radio Mix)

### ausztrál CD1
1. Waiting for Tonight (Album Version)
2. Waiting for Tonight (Pablo's Miami Mix Spanglish Radio Edit)
3. Waiting for Tonight (Hex's Momentous Radio Mix)
4. If You Had My Love (Metro Mix)

### ausztrál CD2
1. Waiting for Tonight (Hex's Momentous Club Mix)
2. Waiting for Tonight (Hex's Momentous Dub Mix)
3. Waiting for Tonight (Metro Mix) – 5:52
4. Waiting for Tonight (Pablo Flores Miami Mix)
5. Waiting for Tonight (Hex's Momentous Radio Edit)

### brit CD1
1. Waiting for Tonight
2. Waiting for Tonight (Hex's Momentous Radio Edit)
3. Waiting for Tonight (Futureshock Midnight at Mambo Remix) – 8:33

### brit CD2
1. Waiting for Tonight
2. Waiting for Tonight (Metro Mix) – 5:52
3. Waiting for Tonight (Pablo's Miami Mix Radio Edit)

### amerikai 12" 1
1. Waiting for Tonight (Metro Club Mix)
2. Waiting for Tonight (Album Version)
3. Waiting for Tonight (Pablo Flores Miami mix)

### amerikai 12" 2
1. Waiting for Tonight (Hex's Momentous Club Mix)
2. Waiting for Tonight (Pablo Flores Spanglish Miami Radio Edit)
3. Waiting for Tonight (Pablo Flores Miami Mix)
4. Waiting for Tonight (Hex's Momentous Video Edit)

### amerikai 12" 3
1. Una Noche Más" (Pablo Flores Miami Mix)
2. Waiting for Tonight" (Hex's Momentous Dub)
3. Waiting for Tonight" (Matt & Vito's Vox Club Mix)
4. Waiting for Tonight" (Power Dub)

### amerikai PROMO 12" kislemez
1. Waiting for Tonight (Hex's Momentous Club Mix)
2. Waiting for Tonight (Hex's Momentous A Cappella)
3. Waiting for Tonight (Pablo's Miami Mix)
4. Waiting for Tonight (Pablo's Miami Mix - Spanglish Radio Edit)

## Lil' Love verzió

### olasz 12" kislemez
1. Waiting for Tonight (Extended Club Mix) – 7:09
2. Tonight – 3:35
3. Waiting for Tonight (L.O.B. Remix) – 6:17

## Helyezések
| Ország (1999)                  | Csúcspozíció |
| ------------------------------ | ------------ |
| Osztrák kislemezlista          | 24           |
| Belga kislemezlista (Flandria) | 15           |
| Belga kislemezlista (Vallónia) | 4            |
| Kanadai kislemezlista          | 13           |
| Holland kislemezlista          | 5            |
| Finn kislemezlista             | 8            |
| Francia kislemezlista          | 10           |
| Német kislemezlista            | 15           |
| Ír kislemezlista               | 13           |
| Új-Zélandi kislemezlista       | 5            |

| Ország (1999)                                     | Csúcspozíció |
| ------------------------------------------------- | ------------ |
| Norvég kislemezlista                              | 11           |
| Svéd kislemezlista                                | 16           |
| Svájci kislemezlista                              | 14           |
| Brit kislemezlista                                | 5            |
| U.S. Billboard Hot 100                            | 8            |
| U.S. Billboard Bubbling Under R&B/Hip-Hop Singles | 19           |
| U.S. Billboard Hot Dance Club Play                | 1            |
| Ország (2000)                                     | Csúcspozíció |
| Ausztrál kislemezlista                            | 4            |

### Minősítések
| Ország        | Tanusitó | Minősítés | Értékelés |
| ------------- | -------- | --------- | --------- |
| Ausztrália    | ARIA     | Platina   | 70,000    |
| Franciaország | SNEP     | Ezüst     | 163,000   |
| Új-Zéland     | RIANZ    | Gold      | 7,500     |

## Fordítás
Ez a szócikk részben vagy egészben  a   Waiting for Tonight című angol Wikipédia-szócikk fordításán alapul.  Az eredeti cikk szerkesztőit annak laptörténete sorolja fel. Ez a jelzés csupán a megfogalmazás eredetét és a szerzői jogokat jelzi, nem szolgál a cikkben szereplő információk forrásmegjelöléseként.